# Alias Caylon
Alias Caylon ist eine Post-Hardcore-Band aus Flensburg, die  2001 von Sänger Thays Duschl, Gitarrist Fin Wiese, Bassist Rainer Thieme und Schlagzeuger Jan Dünne gegründet wurde.

## Bandgeschichte
Die Band wurde im Frühjahr 2001 zum Teil von Mitgliedern der aufgelösten Punk-Band "Bad Habits" gegründet. Im Juni 2005 erschien das Debüt-Album Resorbing Everything. Die Musikpresse nahm das Album sehr positiv auf. Das Visions-Magazin postulierte: „Alias Caylon haben das Œuvre der Großen studiert“.
Im Oktober 2005 trat die Band in der Fernsehsendung Rockpalast des WDR auf. Bis 2008 waren Alias Caylon unter anderem mit ihren Label-Kollegen von Redfield Records Trip Fontaine mehrmals auf Deutschland-Tournee. Vier Jahre nach dem Debüt erschien im Februar 2009 das zweite Album Follow the Feeder.

## Diskografie
- 2005: Resorbing Everything (CD, Redfield Records)
- 2009: Follow the Feeder (CD/LP, Rookie Records)
- 2018: Where There Be No Land (CD/LP, Gunner Records)